# Порт-Вашингтон (Нью-Йорк)
Порт-Вашингтон (англ. Port Washington) — переписна місцевість (CDP) в США, в окрузі Нассау штату Нью-Йорк. Населення — 16 753 особи (2020).

## Географія
Порт-Вашингтон розташований за координатами 40°49′39″ пн. ш. 73°40′48″ зх. д. / 40.82750° пн. ш. 73.68000° зх. д. (40.827452, -73.680008).  За даними Бюро перепису населення США в 2010 році переписна місцевість мала площу 14,54 км², з яких 10,84 км² — суходіл та 3,70 км² — водойми.

## Демографія
Згідно з переписом 2010 року, у переписній місцевості мешкало 15 846 осіб у 5698 домогосподарствах у складі 4331 родини. Густота населення становила 1090 осіб/км².  Було 6234 помешкання (429/км²).
Расовий склад населення:
| - 82,2 % — білих - 8,0 % — азіатів - 2,4 % — чорних або афроамериканців - 0,2 % — корінних американців - 4,8 % — осіб інших рас |

До двох чи більше рас належало 2,4 %. Частка іспаномовних становила 13,4 % від усіх жителів.
За віковим діапазоном населення розподілялося таким чином: 24,9 % — особи молодші 18 років, 57,5 % — особи у віці 18—64 років, 17,6 % — особи у віці 65 років та старші. Медіана віку мешканця становила 43,1 року. На 100 осіб жіночої статі у переписній місцевості припадало 92,0 чоловіків;  на 100 жінок у віці від 18 років та старших — 89,1 чоловіків також старших 18 років.
Середній дохід на одне домашнє господарство  становив 165 789 доларів США (медіана — 106 005), а середній дохід на одну сім'ю — 193 917 доларів (медіана — 135 498). Медіана доходів становила 101 648 доларів для чоловіків та 69 297 доларів для жінок. За межею бідності перебувало 3,5 % осіб, у тому числі 3,2 % дітей у віці до 18 років та 4,6 % осіб у віці 65 років та старших.
Цивільне працевлаштоване населення становило 7346 осіб. Основні галузі зайнятості: освіта, охорона здоров'я та соціальна допомога — 23,2 %, науковці, спеціалісти, менеджери — 19,8 %, фінанси, страхування та нерухомість — 15,0 %.